# نمس نحيل أنغولي
النمس النحيل الأنغولي (اسم علمي Galerella flavescens) هو نمس يعيش في إفريقيا الجنوبية، وتحديدًا أنغولا وناميبيا. إنهُ يعيش في السافانا ويتجنب الصحاري والغابات الكثيفة.
هذا الحيوان لهُ جسم طويل نحيف والذكور أكبر بحوالي 15٪ من الإناث. لديه 38 سن.